# Petelos
San Mamede de Petelos es una parroquia en el municipio de Mos en la comarca de Vigo. Según el padrón municipal de 2004 fue de 1.387 personas (734 mujeres y 653 hombres), 23 menos que en 1999. Se distribuyen en 8 entidades de población.
Desde 1935 alberga el Ayuntamiento de Mos, junto a la iglesia parroquial.
Pasó por este ayuntamiento el camino histórico de Vigo a Orense y Castilla. Sobre ella se construyó la carretera N-120 y la autopista A-55.

## Lugares
Entre paréntesis se muestra el topónimo en gallego si difiere del español:
- Balteiro
- Barro
- Estivada (A Estibada)
- Laxe
- Porteliña (A Porteliña)
- Regenjo (Reguengo)
- Rubial
- Veigadaña